# غوران ماجنوسون
غورَان ماجنوسون هو كيميائي سويدي، ولد في 23 أبريل 1942 في Simrishamn ‏ في السويد، وتوفي في 7 يونيو 2000.